# Monopis marginistrigella
Monopis marginistrigella är en fjärilsart som beskrevs av Victor Toucey Chambers 1873. Monopis marginistrigella ingår i släktet Monopis och familjen äkta malar. Inga underarter finns listade i Catalogue of Life.